# Моделювання у виробничих системах
Моделювання в виробничих системах — це використання програмного забезпечення для створення комп'ютерних моделей виробничих систем, для їх аналізу та отримання важливої інформації. Він був синдикований як друга за популярністю наука управління серед менеджерів з виробництва. Однак його використання було обмежене через складність деяких пакетів програмного забезпечення та недостатню підготовку деяких користувачів в областях ймовірності і статистики.
Цей метод являє собою цінний інструмент, який використовується інженерами при оцінці впливу капітальних вкладень в обладнання і фізичні засоби обслуговування, такі як промислові підприємства, склади і розподільні центри. Симуляція може використовуватися для прогнозування ефективності існуючої або планованої системи і для порівняння альтернативних рішень для конкретної проблеми проектування.

## Цілі
Найважливішим завданням моделювання в виробництві є розуміння зміни всієї системи через деякі локальні зміни. Легко зрозуміти різницю, викликану змінами в локальній системі, але дуже складно або неможливо оцінити вплив цієї зміни в загальній системі. Моделювання дає нам деяку міру цього впливу. Виміри, які можуть бути отримані при аналізі моделювання: 
- Деталі, вироблені за одиницю часу
- Час, який деталі провели в системі
- Час, який деталі провели в черзі
- Час, проведений під час транспортування з одного місця в інше
- Час, коли здійснюються поставки
- Створення інвентарю
- Інвентаризація в процесі
- Відсоток використання машин і робітників.

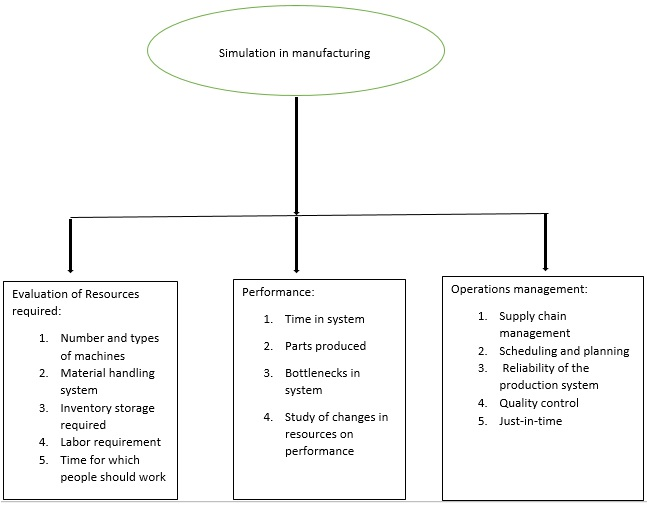
Використання моделювання в виробництві

Деякі інші переваги включають підхід «Якраз вчасно», розрахунок необхідних оптимальних ресурсів, перевірка пропонованої операції логіки для керування системою, і дані, отримані в ході моделювання, які можуть бути використані в іншому місці.
Нижче наведено приклад: на виробничому підприємстві одна машина обробляє 100 частин в 10 годин, але деталей, які надходять до машини за 10 годин, є 150. Таким чином відбувається накопичення запасів. Зрідка цей перелік може бути скорочений при використанні іншої машини. Отже ми розібралися в місцевому накопиченні запасів. Але зараз ця машина виробляє 150 деталей за 10 годин, які можуть бути не оброблені наступним механізмом, і таким чином ми просто змістили інвентар від однієї машини до іншої, не маючи ніякого впливу на загальний обсяг виробництва.
Моделювання використовується для вирішення низки проблем у виробництві, такі як: побачити в майстерні здатність системи задовольняти вимогам; мати оптимальний інвентар для покриття збоїв машини.

## Методи
Раніше інструменти моделювання виробництва класифікувалися як мови або моделюючі пристрої. Мови були дуже гнучкими інструментами, але досить складними для використання менеджерами і занадто трудомісткими. Моделюючі пристрої були більш зручними для користувача, але вони поставлялися з досить жорсткими шаблонами, які недостатньо адаптувалися до швидко мінливих технологій виробництва. У наші дні є доступне програмне забезпечення, яке поєднує в собі гнучкість і зручність для користувачів, але все ж деякі автори повідомляли про те, що використання цього моделювання для проектування і оптимізації виробничих процесів відносно невелике. 
Одним з найчастіше використовуваних методів виготовлення конструкторів системи є моделювання дискретних подій. Цей тип моделювання дозволяє оцінювати продуктивність системи статистичним і імовірнісним відтворенням взаємодії всіх її компонентів протягом певного періоду часу. У деяких випадках моделювання виробничих систем вимагає безперервного підходу до моделювання. Це випадки, коли стани системи постійно змінюються, наприклад, при русі рідин на нафтопереробних заводах або хімічних заводах. Оскільки безперервне моделювання не може бути змодельоване цифровими комп'ютерами, це роблять беручи невеликі дискретні кроки. Це корисна функція, так як існує безліч випадків, коли необхідно об'єднати як безперервне, так і дискретне моделювання. Це називається гібридним моделюванням, яке є необхідним в багатьох галузях промисловості, наприклад, в харчовій промисловості.
Основа для оцінки різних інструментів моделювання виробництва була розроблена Benedettini & Tjahjono (2009) з використанням визначення зручності використання ISO 9241: «якою мірою продукт може використовуватися зазначеними користувачами для досягнення певних цілей з дієвістю, ефективністю і вдоволеністю використання в зазначеній ситуації». У цій структурі розглянуті дієвість, ефективність і вдоволеність користувачів трьома основними критеріями ефективності: 
| Критерії продуктивності | Атрибути зручності                                                                                |
| ----------------------- | ------------------------------------------------------------------------------------------------- |
| Ефективність            | Точність: розширюйте якість виходу, що відповідає цілі                                            |
| Віддача                 | Час: скільки часу займає виконання користувачем завдань із продукцією                             |
| Віддача                 | Розумові зусилля: розумові ресурси, які потрібно витратити користувачу для взаємодії з продукцією |
| Вдоволення користувача  | Простота використання: загальне ставлення до продукції                                            |
| Вдоволення користувача  | Особливе ставлення: особливе ставлення або сприйняття взаємодії з продуктцією                     |

Нижче наведено список популярних методів моделювання:
1. Моделювання дискретних подій (DES)
2. Системна динаміка (SD)
3. Агентне моделювання (ABM)
4. Інтелектуальне моделювання: на основі інтеграції моделювання і техніки штучного інтелекту (AI)
5. Мережі Петрі
6. Метод Монте-Карло (MCS)
7. Віртуальне моделювання: дозволяє користувачеві моделювати систему в 3D занурювальному середовищі
8. Гібридні методи: поєднання різних методів моделювання.

## Застосунки

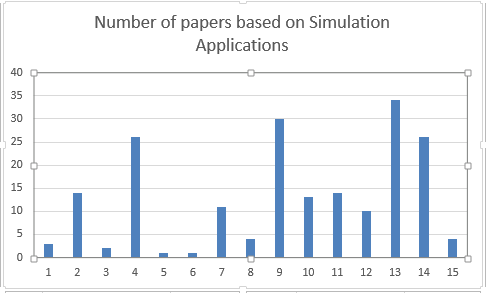
Кількість робіт, розглянутих Джахангіріаном та співавт. (2010) застосунком

Нижче наведено список поширених застосувань моделювання у виробництві:
| Номер в діаграмі | Застосування                                | Тип моделювання, який зазвичай використовується                       | Опис |
| 1                | Балансування лінії збору                    | DES                                                                   | Проектування та балансування ліній збору |
| 2                | Планування потужності                       | DES, SD, Метод Монте-Карло, Petri-net                                 | Невизначеність через зміну рівня потужності, збільшення поточних ресурсів, здосконалення поточних операцій для збільшення потужності                        |
| 3                | Виробництво стільникового зв'язку           | Віртуальне моделювання                                                | Порівняння проектування та планування в CM, порівняння альтернативного стільникового формування                                                             |
| 4                | Управління транспортом                      | DES, ABS, Мережі Петрі                                                | Доставка готової продукції від дистриб'юторських центрів або заводів, маршрутизація транспортних засобів, логістика, управління трафіком, закупівельні ціни |
| 5                | Місцезнаходження об'єкта                    | Гібридні методи                                                       | Пошук місць для мінімізації витрат |
| 6                | Прогнозування                               | SD                                                                    | Порівняння різних моделей прогнозування |
| 7                | Управління запасами                         | DES, Метод Монте-Карло                                                | Вартість проведення, рівні запасу, поповнення, визначення розмірів партії                                                                                   |
| 8                | Як раз вчасно                               | DES                                                                   | Дизайн систем Kanban |
| 9                | Технологічне виробництво                    | DES, SD, ABS, Метод Монте-Карло, Мережі Петрі, Гібридні методи        | Покращення процесу, проблеми з запуском, проблеми з обладнанням, проектування нових об'єктів, вимірювання продуктивності                                    |
| 10               | Процес інженерно-технічного обслуговування  | DES, SD, Розподілене моделювання                                      | Нові технології, планування правила, потужність, компонування, аналіз вузьких місць, вимірювання продуктивності                                             |
| 11               | Виробниче планування та управління запасами | DES, ABS, Розподілене моделювання, Гібридні методи                    | Безпечний запас, розмір партії, вузькі місця, прогнозування та правила планування                                                                           |
| 12               | Розподіл ресурсів                           | DES                                                                   | Виділення обладнання для поліпшення технологічних потоків, сировини до рослин, вибір ресурсів                                                               |
| 13               | Планування                                  | DES                                                                   | Пропускна спроможність, надійність доставки, послідовність роботи, планування виробництва, мінімізація часу простоя, попит, замовлення                      |
| 14               | Система управління ланцюгами поставок       | DES, SD, ABS, Моделювання ігор, Мережі Петрі, Розподілене моделювання | Нестабільність у ланцюжку постачань, системи інвентарю / розподілу                                                                                          |
| 15               | Управління якістю                           | DES, SD                                                               | Контроль якості та контроль якості, якість постачальника, постійне вдосконалення, загальне управління якістю, м'який підхід                                 |

## Програмне забезпечення
Починаючи з 2016 року, є кілька пакетів моделювання, які можуть використовуватися у виробничих системах.
Деяке популярне програмне забезпечення, що використовується в виробництві, включає:
- AnyLogic: Його головна особливість полягає в тому, що він підтримує системну динаміку, дискретні події та методології на основі представника. Він використовується у виробництві, мережах постачання та логістиці серед інших областей.
- Arena (software)[en]: популярний дискретний симулятор подій, що використовується багатьма великими компаніями.
- Flexsim[en]: дискретне програмне забезпечення моделювання виробництва. Він використовується в таких галузях, як виробничі лінії зборки, логістика та транспорт.
- Plant Simulation: Комп'ютерний застосунок особливого дизайну для виробничих систем та логістичних операцій
- Simio: просте в використанні, об'єктно-орієнтоване програмне забезпечення для моделювання дискретних подій, яке дозволяє швидко створювати 3D-анімовані моделі
- Visual Components[en]: це сімейство з 5 продуктів, які використовуються для ефективного проектування фабрик. Серед цих продуктів є 3DSimulate, що дозволяє збирати та аналізувати дані про продуктивність виробничої лінії.